# José Augusto Torres Gil
José Augusto Torres Gil (n. 28 martie 1995, Santa Cruz de la Sierra, Bolivia) este un ciclist argentinian, medaliat olimpic. A participat la o ediție a Jocurilor Olimpice (2024) în care a câștigat o medalie de aur.